# Tabur-damu
Tabur-damu war die Gemahlin des Königs von Ebla Isar-Damu (regierte wohl im 24. Jahrhundert v. Chr.), der sie in seinem 14. Regierungsjahr heiratete.
Tabur-damu war die Tochter von Irib-damu, der wiederum der Bruder des Königs Irkab-Damu war. Ihr Gemahl war der Sohn des letzteren, womit Tabur-damu die Cousine ihres  Gemahls war. In Listen von Hofdamen aus den ersten Regierungsjahren von Isar-Damu erscheint eine Frau mit dem Namen Tabur-damu, bei der es sich sicherlich um die spätere Königin handelte. Es scheint, dass die Mutter des Königs Dusigu, die die erste Dame am Hof war, Tabur-damu für ihren Sohn ausgesucht hatte. Sie befragte ein Orakel, das dann der Heirat zustimmte, die dann hergerichtet wurde. Aus den Texten aus Ebla geht deutlich hervor, dass die Königsmutter Dusigu die erste Frau am Hof blieb, auch nach der Heirat ihres Sohnes. Ihre Tochter Kešdut heiratete einen Sohn des Königs von Kiš.